# ドメニキーノ

『ヴェローナの聖ピエトロの受難』

ドメニキーノ（il Domenichino）ことドメニコ・ザンピエーリ（Domenico Zampieri, 1581年10月21日 - 1641年4月15日）は、盛期バロックのイタリアの画家。ボローニャ派（Bolognese School）もしくはカラッチ派に属する。

## 生涯
ドメニキーノは靴屋の息子としてボローニャに生まれた。最初、故郷でデニス・カルヴァルト（Denis Calvaert）の弟子となったが、まもなくそこを出て、カラッチ兄弟のアカデミア・デリ・インカミナーティに入った。1601年には、ボローニャからローマに移った。アンニーバレ・カラッチの弟子たちの中でも、フランチェスコ・アルバーニ（Francesco Albani）やグイド・レーニといった先輩たち、ジョヴァンニ・ランフランコといった終生のライバルたちと並ぶ、優秀な弟子の1人だった。ドメニキーノ（小さいドメニコ）というあだ名は、その身長からつけられたものである。

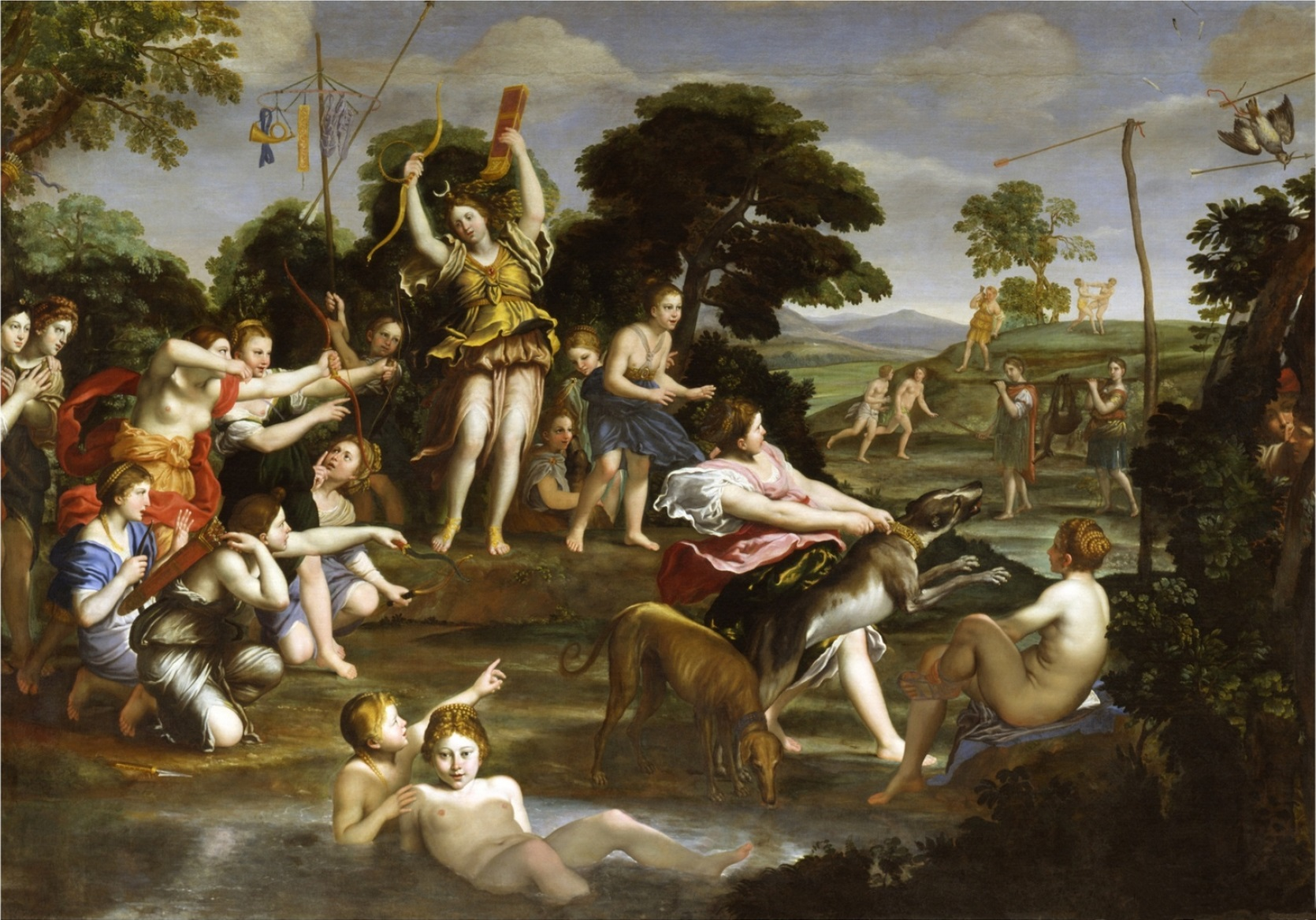
『ディアナの狩猟』（1617年）
ローマ、ボルゲーゼ美術館

ローマのファルネーゼ宮にあるアンニーバレ・カラッチの連作フレスコ画『神々の愛』の中の『処女と一角獣』（1602年頃）を描いたのはドメニキーノであろうと言われている。ファルネーゼ宮ではさらに、ロッジア・デル・ジャルディーノの3枚の神話を題材にした風景画を描いた。モンシニョール・ジョヴァンニ・バッティスタ・アグッチ（ピエトロ・アルドブランディーニ枢機卿（Pietro Aldobrandini）と、後に教皇グレゴリウス15世の家令（Majordomo））とその兄弟ジローラモ・アグッチ枢機卿の援助を得て、ドメニキーノは、ローマからそう遠くないグロッタフェッラータにある、オドアルド1世が名義司教を勤める、サンタ・マリア・ディ・グロッタフェッラータ大修道院の中世の聖堂の中にあるサンティッシミ・フォンダトーリ礼拝堂の仕事を得た（1608年 - 1610年）。さらに、ローマのサントノフリオ教会（Sant'Onofrio）のフレスコ画や、アルバーニがフレスコ画を手掛けた（1606年 - 1607年）マッテイ宮（Palazzo Mattei）と、バッサーノ・ディ・スートリ（現バッサーノ・ロマーノ）のヴィッラ・オデスカルキの装飾に参加した。さらにレーニと一緒に、サンタンドレア祈祷堂とサン・グレゴーリオ・マーニョでのフレスコ画を描いた。サン・グレゴーリオ・マーニョ教会の『聖アンドレの鞭打ち』の仕事の時は、ドメニキーノは自らを言葉と行動で叱咤激励したと噂され、それに驚いたアンニーバレは、喜びとともにこう叫んだ。「親愛なるドメニキーノ、いま汝は私に教えている」。
1609年にアンニーバレは亡くなったが、それ以降、ローマの美術界はその弟子たちが優勢を占めた。ドメニキーノの次の仕事はサン・ルイジ・デイ・フランチェージ教会のPolet礼拝堂のための聖セシリアの生涯を描いたフレスコ画だった（1613年 - 1614年）。さらにローマで、サン・シルヴェストロ・アル・クィリナーレ教会（San Silvestro al Quirinale）、サン・カルロ・アイ・カティナーリ教会（San Carlo ai Catinari）、サンタ・マリア・イン・トラステヴェレ教会（Santa Maria in Trastevere）、サンタンドレア・デッラ・ヴァッレ教会（Sant'Andrea della Valle）、サンタ・マリア・デッラ・ヴィットリア教会、フラスカーティのヴィッラ・アルドブランディーニ（Villa Aldobrandini）のフレスコ画を制作した。
アンニーバルとドメニキーノは、数少ないバロック期ローマの風景画家で、次の時代のクロード・ロランに影響を与えた。

## ランフランコによる盗作の訴え
多くの人々が、ドメニキーノは非社交的で、そのために、ランフランコとの対立を激化させたのだろうと考えている。ドメニチーノがサン・ジローラモ・デッラ・カリタ教会のオラトリオ会士のために『聖ヒエロニムスの聖体拝領』（1614年、バチカン絵画館所蔵）を完成させた直後、ランフランコはアゴスティーノ・カラッチの『Ultima Comunione di San Girolamo（聖ヒエロニムスの最後の聖体拝領）』（1591年 - 1597年）の複製を配布し、ドメニキーノの絵は、褒めるべきところがまんざらなくもないものの、アゴスティーノの盗作だと言い出した。2つの絵を調べてみると、なるほどドメニキーノはアゴスティーノの絵を細かいところまでパラフレーズしていて、盗作かどうか議論の余地はあるものの、ドメニキーノの処理はよりシャープで、ごちゃごちゃしておらず、聖ヒエロニムスの貧しい姿により焦点を当てていると言うことはできる。

## 後半生と遺産
1630年、ドメニキーノはテゾーロ・ディ・サン・ジェンナーロ礼拝堂で聖ヤヌアリウスの生涯の連作フレスコ画（未完成）を描くために、ナポリに移った。しかし、ベリサリオ・コレンツィオ、ホセ・デ・リベーラ、バッティステッロ・カラッチョロらが作った俗にナポリ派閥と呼ばれる集団がナポリの画家ではないドメニキーノを締め出すために団結して、その作品を批判し、そして傷つけた。たとえば、前日描いたところがこすり落とされていることがよくあったと言われている。連日の心労か、もしくは噂に伝えられるように毒を盛られたのかはわからないが、ドメニキーノは1641年にナポリで死んでしまった。
かなりの数の作品を残したにもかかわらず、ドメニキーノの絵のスタイルは時間と手間がかかるものだった。そのせいでドメニキーノはカラッチの助手たちの間では「Bue」（牛、のろま）とあだ名された。アンニーバーレ・カラッチの伝統を受けて、ドメニキーノは、同時代人たちの絵を歪めている後期マニエリスムとバロックをやりたい気持ちを抑え、より安定した穏やかな表現を目指した。
ドメニキーノの弟子あるいは影響を受けた画家たちの中には、Andrea Camassei、ジョヴァンニ・アンジェロ・カニーニ（Giovanni Angelo Canini）、ジャコモ・カストロ（Giacomo Castro）、フランチェスコ・コッツァ（Francesco Cozza）、ジョバンニ・ドメニコ・チェッリーニ（Giovanni Domenico Cerrini）、フランチェスコ・グリマルディ（Francesco Grimaldi）、ヴィンチェンツォ・マネンティ（Vincenzo Manenti）、フランチェスコ・ディ・マリア（Francesco di Maria）、Pietro del Pò、Antonio Barbalonga、ジョヴァンニ・バッティスタ・ルッジェーリ（Giovanni Battista Ruggieri）、イル・サッソフェッラート（Il Sassoferrato、本名ジョヴァンニ・バッティスタ・サルヴィ）、ピエトロ・テスタ（Pietro Testa）らがいる。

## ドメニキーノの作品と言われるもの

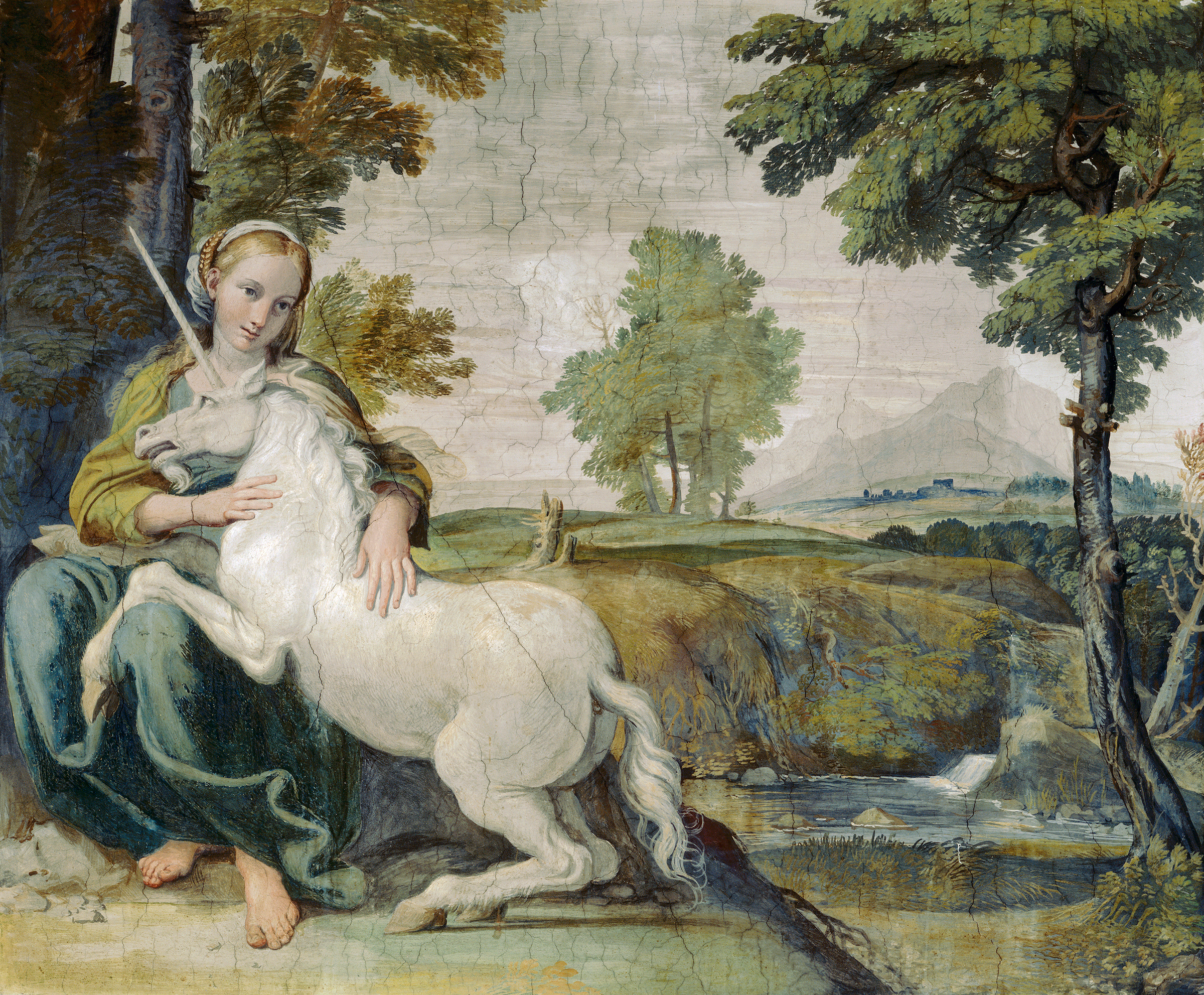
『処女と一角獣』

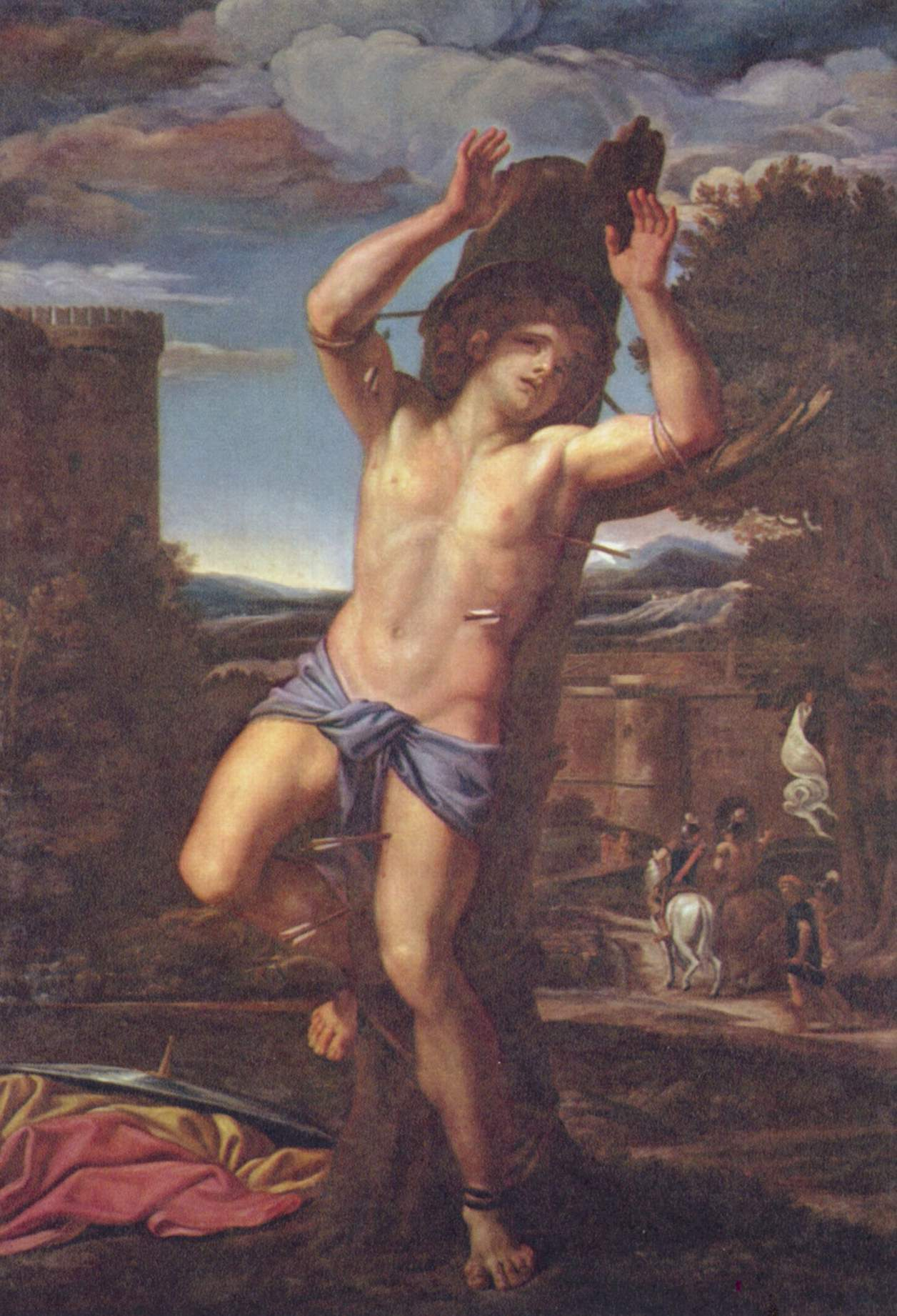
『聖セバスティアヌスの受難』

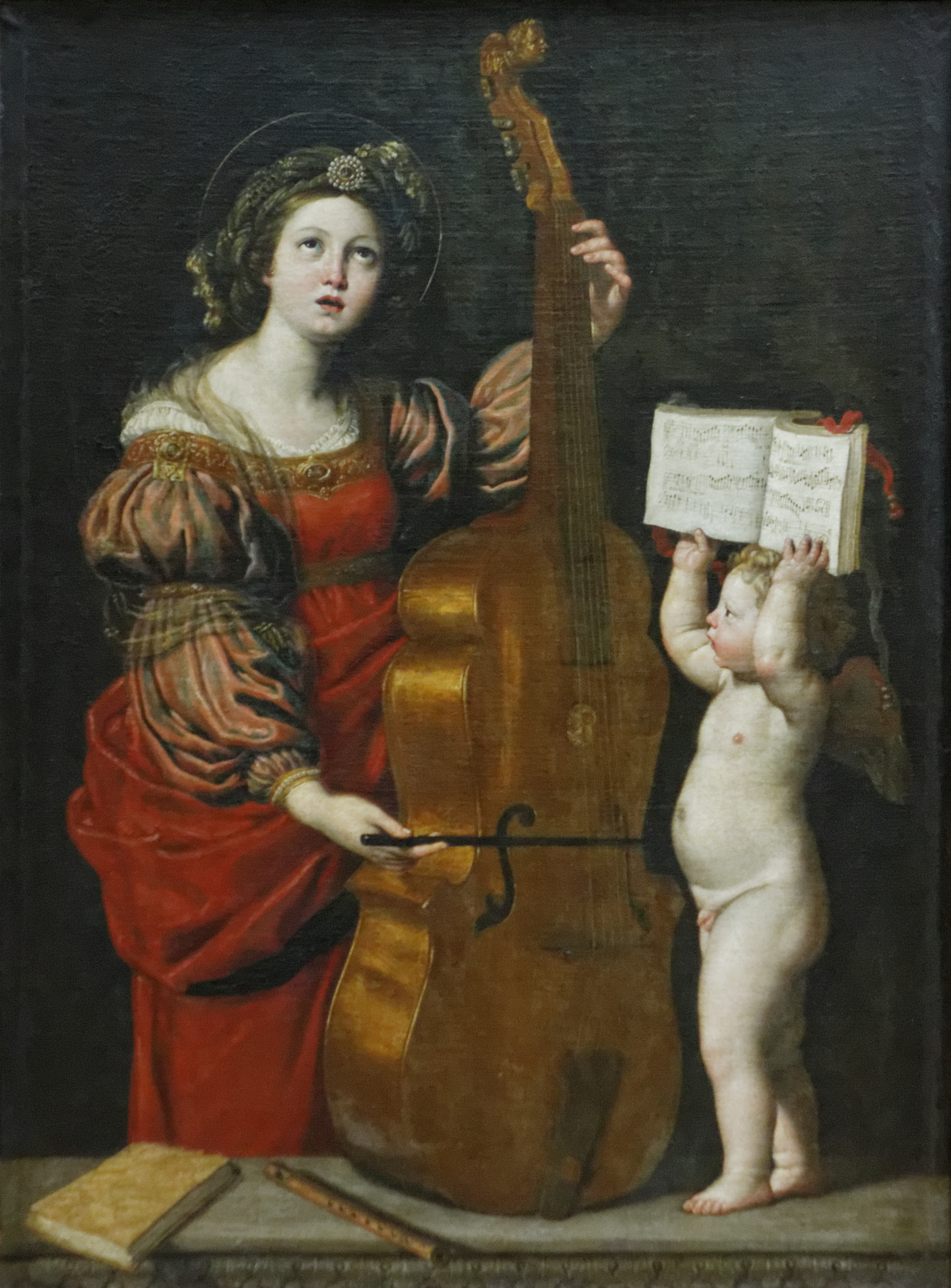
『聖チェチリアと楽譜を持つ天使』

- 聖母、幼子イエスと洗礼者ヨハネ（1599年 - 1600年、ルーヴル美術館）
- 聖母被昇天（1601年、ボローニャ、サン・ドメニコ聖堂ロザリオ礼拝堂）
- 処女と一角獣（1602年 - 1604年、ローマ、ファルネーゼ宮、ファルネーゼ・ギャラリー。アンニーバレ・カラッチが監督。フレスコ画）
- イサクを生贄にしようとするアブラハム（1602年、ダラス、キンベル美術館（Kimbell Art Museum））
- キリストの洗礼の風景（ボローニャ国立絵画館）
- 聖セシリアの受難（ボローニャ国立絵画館）
- アグッチ枢機卿の肖像（1605年、フィレンツェ、ウフィツィ美術館）
- エジプトの逃避の風景（1605年、オベリン大学）
- 隠者のいる風景（1606年、ルーヴル美術館）
- 川渡りの風景（1607年、ドーリア・パンフィーリ美術館）
- 聖アンドレの鞭打ち（1608年、ローマ、サン・グレゴーリオ・マーニョ教会。シピオーネ・ボルゲーゼ（Scipione Borghese）枢機卿の依頼）
- 聖パウロの喜び（1608年、ルーヴル美術館）
- ディアナの神話（1609年、ジュスティニアーニ宮、現Odescalchi, Bassano (di Sutri) Roman所蔵）
- 亡き皇帝の葬儀（1612年、マドリード、プラド美術館）
- 砦のある風景（1634年 - 1635年、ロンドン、Denis Mahon Collection）
- クマエのシビュラ（1622年、ローマ、カピトリーノ美術館）
- 聖ニルスとバルトロマイの伝説（1610年、グロッタフェッラータ大修道院、オドアルド・ファルネーゼ枢機卿（英語版）の依頼）
- 寓意の凱旋門（1610年、プラド美術館）
- ゴルゴタの丘への道（1610年、カリフォルニア州、J・ポール・ゲティ美術館）
- 聖ヒエロニムスの最後の聖体拝領（1614年、バチカン絵画館）
- 聖セシリアの生涯（1613年 - 1614年、ローマ、サン・ルイジ・デイ・フランチェージ教会。フレスコ画）
- 聖ヒエロニムスのいる風景（グラスゴー美術館）
- シルヴィアとサテュロスのいる風景（1614年、ボローニャ国立絵画館）
- アレクサンドロス3世（アレキサンダー大王）の捕虜ティモクレア（1615年、ルーヴル美術館）
- アポローンの馬車（1615年、ローマ、Palazzo Costaguti）
- クマエのシビュラ（1617年、ボルゲーゼ美術館）
- ロザリオの聖母（ボローニャ国立絵画館）
- ディアナとニュンペー（ニンフ）たちの狩り（1617年、ボルゲーゼ美術館）
- 洗礼者ヨハネ、聖ペトロニウスと聖母子（1629年、ローマ、国立古典絵画館）
- 聖アグネス（1620年、ウィンザー城）
- 洗礼者ヨハネ、聖エリギウス、聖アントニウスの前のロレトの聖母（1620年、ノースカロライナ美術館）
- リナルドとアルミーダ（1621年、ルーヴル美術館）
- ヴェローナの聖ピエトロの受難（1621年、ボローニャ国立絵画館。 ティツィアーノの複製）
- アポローンの神話（1622年、フラスカーティ、ヴィッラ・ベルヴェデーレのアポロの部屋。現ナショナル・ギャラリー (ロンドン)所蔵）
- 福音記者たちのペンデンティブ（1622年 - 1628年、サンタンドレア・デッラ・ヴァッレ教会）[4]
- 聖アンデレの鞭打ち
- アケロオスと戦うヘラクレスのいる風景（1622年、ルーヴル美術館。オウィディウスの『変身物語』に基づく）
- 聖イグナチオ・デ・ロヨラのキリストと父なる神の幻視（1620年 - 1622年、ロンドン、Matthiesen Fine Art。オドアルド・ファルネーゼ枢機卿の依頼。列聖のため。イエス教会の近くのCasa Professa。グレゴリウス15世在位中）
- エジプトの逃避の風景（1623年、ルーヴル美術館）
- 洗う女たちと子供のいる風景（1623年、ルーヴル美術館）
- アダムとイヴ（1625年、グルノーブル市立美術館）
- 農学、天文学、建築学の寓意（1625年、トリノ、サバウダ美術館）
- アダムとイヴの叱責（1626年、ナショナル・ギャラリー (ワシントン)）[リンク切れ]
- 聖アグネスの受難（ボローニャ国立絵画館）
- アドニスの死（ファルネーゼ宮、Loggia of the Giardino）
- 聖セバスティアヌスの受難（（Santa Maria degli Angeli e dei Martiri））
- 聖母被昇天（サンタ・マリア・イン・トラステヴェレ教会）
- ヘルミニアと羊飼いたちのいる風景（1625年、ルーヴル美術館。タッソの『解放されたエルサレム』に基づく）
- 洞窟から巨人カクスを引きずり出すヘラクレスのいる風景（1622年、ルーヴル美術館。オウィディウスの『変身物語』に基づく）
- 聖チェチリアと楽譜を持つ天使（1618年、ルーヴル美術館）
- ラ・ストルタでの聖イグナチオ・デ・ロヨラのキリストと父なる神の幻視（1622年、LA Museum of Art）
- イサクの犠牲（1627-1628年頃、プラド美術館）
- 隠者のいる風景（1623年、ルーヴル美術館）
- エジプトへの逃避の風景（1623年、ルーヴル美術館）
- サン・ジェンナーロのフレスコ画（1631年、ナポリ。未完成）
- 魚を捕まえるトビトのいる風景（1618年、ナショナル・ギャラリー (ロンドン)）
- ヴェネツィアの静けさ（サンクトペテルブルク、エルミタージュ美術館）
- マグダラのマリアの被昇天（サンクトペテルブルク、エルミタージュ美術館）